# Либано (Толима)
Либано — город и муниципалитет в департаменте Толима, Колумбия. По состоянию на 2005 год в муниципалитете проживало 41 650 человек. На севере граничит с муниципалитетами Армеро и Вильяэрмоса, на западе с муниципалитом Мурильо, на востоке с муниципалитетами Лерида и Санта-Изабель. Площадь территории составляет 299,44 км². Средняя высота над уровнем моря — 1565 метров. Средняя годовая температура — 20°C.
Основу экономики составляет животноводство, рыболовство и туризм.